# Malaunay
Malaunay település Franciaországban, Seine-Maritime megyében. Lakosainak száma 6125 fő (2022. január 1.). Malaunay Bosc-Guérard-Saint-Adrien, Eslettes, Le Houlme, Houppeville, Montville, Pissy-Pôville és Saint-Jean-du-Cardonnay községekkel határos.

## Népesség
A település népességének változása:
| Lakosok száma | 5921 | 5935 | 6176 | 6110 | 6126 | 6143 | 6160 | 6143 | 6125 |
|               | 2013 | 2015 | 2016 | 2017 | 2018 | 2019 | 2020 | 2021 | 2022 |